# Демешко, Игорь Викторович
Игорь Викторович Демешко (род. 1 апреля 1989, Павлодар) — казахстанский футболист, полузащитник.

## Карьера

### В сборной
В 2016 году дебютировал в национальной сборной Казахстана по пляжному футболу во встрече против команды России.

#### Матчи и голы
Матчи и голы за сборную
| Матчи за сборную Казахстана | Матчи за сборную Казахстана | Матчи за сборную Казахстана | Матчи за сборную Казахстана | Матчи за сборную Казахстана | Матчи за сборную Казахстана | Матчи за сборную Казахстана |
| --------------------------- | --------------------------- | --------------------------- | --------------------------- | --------------------------- | --------------------------- | --------------------------- |
| №                           | Дата                        | Соперник                    | Счёт                        | Голы                        | Соревнование                |                             |
| 1                           | 2 сентября 2016             | Россия                      | 1:5                         | -                           | Квалификация ЧМ-2017        |                             |
| 2                           | 5 сентября 2016             | Норвегия                    | 3:1                         | -                           | Квалификация ЧМ-2017        |                             |
| 3                           | 28 июля 2017                | Молдавия                    | 2:4                         | -                           | Евролига-2017               |                             |
| 4                           | 29 июля 2017                | Турция                      | 3:5                         | 1                           | Евролига-2017               |                             |
| 5                           | 20 июля 2018                | Молдавия                    | 7:6                         | -                           | Евролига-2018               |                             |
| 6                           | 21 июля 2018                | Греция                      | 4:0                         | 1                           | Евролига-2018               |                             |
| 7                           | 22 июля 2018                | Литва                       | 7:5                         | 2                           | Евролига-2018               |                             |
| 8                           | 6 сентября 2018             | Венгрия                     | 5:3                         | 1                           | Евролига-2018               |                             |
| 9                           | 7 сентября 2018             | Молдавия                    | 6:2                         | -                           | Евролига-2018               |                             |
| 10                          | 8 сентября 2018             | Германия                    | 1:3                         | -                           | Евролига-2018               |                             |
| 11                          | 9 сентября 2018             | Болгария                    | 4:3                         | 1                           | Евролига-2018               |                             |

Итого: 11 матчей / 6 голов; 7 побед, 4 поражения.
(откорректировано по состоянию на 12 сентября 2018 года)

## Достижения
- Чемпион Казахстана по пляжному футболу: 2014, 2015, 2016, 2017
- Обладатель Кубка Казахстана по пляжному футболу: 2014, 2016, 2017, 2018